# Pankélé
Pankélé ist ein Dorf in Burkina Faso, in der Region Boucle du Mouhoun, der Provinz Nayala und dem Departement Toma. Pankélé liegt am südlichen Rand der Sahelzone und hat 1934 Einwohner (1996).